# Großer Preis von Europa 2000
Der Große Preis von Europa 2000 (offiziell 2000 Warsteiner Grand Prix of Europe) fand am 21. Mai auf dem Nürburgring in Nürburg statt und war das sechste Rennen der Formel-1-Weltmeisterschaft 2000.

## Berichte

### Hintergrund
Nach dem Großen Preis von Spanien führte Michael Schumacher in der Fahrerwertung mit 14 Punkten vor Mika Häkkinen und mit 16 Punkten vor David Coulthard. In der Konstrukteurswertung führte Ferrari mit sieben Punkten vor McLaren-Mercedes und mit 34 Punkten vor Williams-BMW.
Jarno Trulli bestritt seinen 50. und Johnny Herbert seinen 150. Grand Prix.
Mit Michael Schumacher (zweimal), Jacques Villeneuve, Häkkinen und Herbert (jeweils einmal) traten vier ehemalige Sieger zu diesem Grand Prix an.

### Training

#### Freitagstraining
Im ersten freien Training am Freitag erzielte Jenson Button die schnellste Rundenzeit vor Alexander Wurz und Häkkinen.

#### Samstagstraining
Im zweiten freien Training am Samstag übernahm Michael Schumacher die Spitzenposition vor seinem Teamkollegen Rubens Barrichello und Häkkinen.

### Qualifying
Im Qualifying, das zunächst auf trockener Strecke und zum Ende unter Regen stattfand, erzielte Coulthard die schnellste Zeit und übernahm die Pole-Position vor Michael Schumacher und Häkkinen. Für Coulthard war es die neunte Pole-Position seiner Karriere. Für Nick Heidfeld war das Rennwochenende bereits nach dem Qualifying beendet. Heidfelds Prost war 2 kg zu leicht, woraufhin er disqualifiziert und vom restlichen Rennwochenende ausgeschlossen wurde.

### Warm Up
Im Warm Up fuhr Michael Schumacher die schnellste Runde vor Häkkinen und Heinz-Harald Frentzen.

### Rennen
Coulthard zögerte zu lange beim Start, während Häkkinen gut ins Rennen startete. Häkkinen und Michael Schumacher berührten sich leicht, aber die Berührung blieb für beide ohne Folgen. Häkkinen führte das Feld vor Michael Schumacher, Coulthard, Barrichello und Villeneuve an. Dahinter kollidierte Trulli mit Giancarlo Fisichella, wodurch Trulli ausfiel. Zwei Runden später war das Rennen für das Jordan-Team vorzeitig beendet, da Frentzen mit einem Motorschaden auch ausfiel.
Coulthard hatte ein Problem und hielt Barrichello hinter sich und ermöglichte Häkkinen und Michael Schumacher an der Spitze wegzufahren. In der 10. Runde fing es leicht an zu regnen und Michael Schumacher gelang es eine Runde später Häkkinen an der Schikane zu überholen. Als der Regen stärker wurde, gelang es auch Barrichello an Coulthard vorbei zu fahren. In den nächsten Runden lösten sich die Ferrari von den McLaren-Piloten, bis Coulthard in der 14. Runde zum Reifenwechsel an die Box kam. Eine Runde später folgten Michael Schumacher und Häkkinen, wobei Schumacher die Position vor den McLaren-Piloten behielt. Barrichello blieb noch eine Runde draußen und führte das Rennen in dieser Runde an. Nach seinem Stopp fiel er allerdings zurück und musste in den nächsten Runden ein paar Piloten überholen.
Nachdem Mika Salo nach 27 Runden mit einem Dreher ausgeschieden war, kam es zu einer Kollision zwischen drei Piloten: Jos Verstappen versuchte an Eddie Irvine vorbei zu fahren, aber Irvine ließ ihm keinen Platz und beide kollidierten. Dabei traf Irvine den Williams von Ralf Schumacher. An der Spitze mussten Michael Schumacher und Häkkinen zurückliegende Piloten überrunden. Schumacher gelang es dabei seinen Vorsprung zu vergrößern. Während Coulthard mit Getriebeprobleme Stück für Stück zurückfiel, verbesserte sich Barrichello mit einem Überholmanöver gegen Pedro de la Rosa auf den fünften Platz hinter Fisichella. Nach 35 Runden kam Schumacher mit einem Vorsprung von 20 Sekunden auf Häkkinen an die Box und absolvierte seinen zweiten Stopp. Als er auf die Strecke zurückkehrte, lag er 7 Sekunden hinter dem nun führenden Häkkinen.
Während Häkkinen seinen Vorsprung an der Spitze mit einem leichten Auto ausbaute, überholte Barrichello Fisichella und übernahm die vierte Position. Er befand sich allerdings nicht mehr in derselben Runde wie die führenden Piloten. Nach 45 Runden ging auch Häkkinen zu seinem finalen Stopp an die Box. Schumacher übernahm die Führung und lag 11 Sekunden vor seinem Gegner. Während Villeneuve sowie Marc Gené mit technischen Problemen und Ricardo Zonta nach einem Dreher ausfielen, verkürzte Barrichello seinen Rückstand auf den drittplatzierten Coulthard. Sechs Runden vor Rennende kam es im Positionskampf um den siebten Platz zu einer Kollision zwischen Herbert und Wurz, bei der beide Piloten ausschieden. Eine Runde später fiel auch Button mit einem Elektrikschaden aus.
Obwohl es Häkkinen gelang, seinen Rückstand auf Schumacher zwischenzeitlich auf fünf Sekunden zu reduzieren, gewann Schumacher schließlich mit einem Vorsprung von 13 Sekunden auf Häkkinen. Mit einer Runde Rückstand folgten auf den Plätzen drei bis sechs Coulthard, Barrichello, Fisichella und de la Rosa.
In der Weltmeisterschaft gelang es Michael Schumacher, den Vorsprung auf Häkkinen wieder etwas zu vergrößern, und auch Ferrari setzte sich etwas mehr von McLaren-Mercedes ab. Hinter den beiden ersten Konstrukteuren und dem drittplatzierten Williams-BMW hatte sich bereits eine größere Lücke gebildet.

## Meldeliste
| Team                           | Nr. | Fahrer                | Chassis         | Motor                 | Reifen |
| ------------------------------ | --- | --------------------- | --------------- | --------------------- | ------ |
| West McLaren Mercedes          | 01  | Mika Häkkinen         | McLaren MP4/15  | Mercedes-Benz 3.0 V10 | B      |
| West McLaren Mercedes          | 02  | David Coulthard       | McLaren MP4/15  | Mercedes-Benz 3.0 V10 | B      |
| Scuderia Ferrari Marlboro      | 03  | Michael Schumacher    | Ferrari F1-2000 | Ferrari 3.0 V10       | B      |
| Scuderia Ferrari Marlboro      | 04  | Rubens Barrichello    | Ferrari F1-2000 | Ferrari 3.0 V10       | B      |
| Benson and Hedges Jordan       | 05  | Heinz-Harald Frentzen | Jordan EJ10     | Mugen-Honda 3.0 V10   | B      |
| Benson and Hedges Jordan       | 06  | Jarno Trulli          | Jordan EJ10     | Mugen-Honda 3.0 V10   | B      |
| Jaguar Racing                  | 07  | Eddie Irvine          | Jaguar R1       | Cosworth 3.0 V10      | B      |
| Jaguar Racing                  | 08  | Johnny Herbert        | Jaguar R1       | Cosworth 3.0 V10      | B      |
| BMW Williams F1 Team           | 09  | Ralf Schumacher       | Williams FW22   | BMW 3.0 V10           | B      |
| BMW Williams F1 Team           | 10  | Jenson Button         | Williams FW22   | BMW 3.0 V10           | B      |
| Mild Seven Benetton Playlife   | 11  | Giancarlo Fisichella  | Benetton B200   | Supertec 3.0 V10      | B      |
| Mild Seven Benetton Playlife   | 12  | Alexander Wurz        | Benetton B200   | Supertec 3.0 V10      | B      |
| Gauloises Prost Peugeot        | 14  | Jean Alesi            | Prost AP03      | Peugeot 3.0 V10       | B      |
| Gauloises Prost Peugeot        | 15  | Nick Heidfeld         | Prost AP03      | Peugeot 3.0 V10       | B      |
| Red Bull Sauber Petronas       | 16  | Pedro Diniz           | Sauber C19      | Petronas 3.0 V10      | B      |
| Red Bull Sauber Petronas       | 17  | Mika Salo             | Sauber C19      | Petronas 3.0 V10      | B      |
| Arrows F1 Team                 | 18  | Pedro de la Rosa      | Arrows A21      | Supertec 3.0 V10      | B      |
| Arrows F1 Team                 | 19  | Jos Verstappen        | Arrows A21      | Supertec 3.0 V10      | B      |
| Telefonica Minardi Fondmetal   | 20  | Marc Gené             | Minardi M02     | Fondmetal 3.0 V10     | B      |
| Telefonica Minardi Fondmetal   | 21  | Gastón Mazzacane      | Minardi M02     | Fondmetal 3.0 V10     | B      |
| Lucky Strike Reynard BAR Honda | 22  | Jacques Villeneuve    | BAR 002         | Honda 3.0 V10         | B      |
| Lucky Strike Reynard BAR Honda | 23  | Ricardo Zonta         | BAR 002         | Honda 3.0 V10         | B      |

## Klassifikationen

### Qualifying
| Pos. | Fahrer                | Konstrukteur      | Zeit     | Start |
| ---- | --------------------- | ----------------- | -------- | ----- |
| 01   | David Coulthard       | McLaren-Mercedes  | 1:17,529 | 01    |
| 02   | Michael Schumacher    | Ferrari           | 1:17,667 | 02    |
| 03   | Mika Häkkinen         | McLaren-Mercedes  | 1:17,785 | 03    |
| 04   | Rubens Barrichello    | Ferrari           | 1:18,227 | 04    |
| 05   | Ralf Schumacher       | Williams-BMW      | 1:18,515 | 05    |
| 06   | Jarno Trulli          | Jordan-Mugen      | 1:18,612 | 06    |
| 07   | Giancarlo Fisichella  | Benetton-Supertec | 1:18,697 | 07    |
| 08   | Eddie Irvine          | Jaguar-Cosworth   | 1:18,703 | 08    |
| 09   | Jacques Villeneuve    | BAR-Honda         | 1:18,742 | 09    |
| 10   | Heinz-Harald Frentzen | Jordan-Mugen      | 1:18,830 | 10    |
| 11   | Jenson Button         | Williams-BMW      | 1:18,887 | 11    |
| 12   | Pedro de la Rosa      | Arrows-Supertec   | 1:19,024 | 12    |
| 13   | Jos Verstappen        | Arrows-Supertec   | 1:19,190 | 13    |
| 14   | Alexander Wurz        | Benetton-Supertec | 1:19,378 | 14    |
| 15   | Pedro Diniz           | Sauber-Petronas   | 1:19,422 | 15    |
| 16   | Johnny Herbert        | Jaguar-Cosworth   | 1:19,638 | 16    |
| 17   | Jean Alesi            | Prost-Peugeot     | 1:19,651 | 17    |
| 18   | Ricardo Zonta         | BAR-Honda         | 1:19,766 | 18    |
| 19   | Mika Salo             | Sauber-Petronas   | 1:19,814 | 19    |
| 20   | Marc Gené             | Minardi-Fondmetal | 1:20,162 | 20    |
| 21   | Gastón Mazzacane      | Minardi-Fondmetal | 1:21,015 | 21    |
| DSQ  | Nick Heidfeld         | Prost-Peugeot     | 1:19,147 | –     |

Anmerkungen
1. ↑  Heidfeld wurde wegen Untergewichts disqualifiziert und vom restlichen Rennwochenende ausgeschlossen.

### Rennen
| Pos. | Fahrer                | Konstrukteur      | Runden | Stopps | Zeit        | Start | Schnellste Runde |
| ---- | --------------------- | ----------------- | ------ | ------ | ----------- | ----- | ---------------- |
| 01   | Michael Schumacher    | Ferrari           | 67     | 2      | 1:42:00,307 | 02    | 1:22,269 (08.)   |
| 02   | Mika Häkkinen         | McLaren-Mercedes  | 67     | 2      | + 13,822    | 03    | 1:22,288 (08.)   |
| 03   | David Coulthard       | McLaren-Mercedes  | 66     | 2      | + 1 Runde   | 01    | 1:22,289 (07.)   |
| 04   | Rubens Barrichello    | Ferrari           | 66     | 3      | + 1 Runde   | 04    | 1:22,339 (08.)   |
| 05   | Giancarlo Fisichella  | Benetton-Supertec | 66     | 2      | + 1 Runde   | 07    | 1:23,255 (05.)   |
| 06   | Pedro de la Rosa      | Arrows-Supertec   | 66     | 2      | + 1 Runde   | 12    | 1:23,125 (08.)   |
| 07   | Pedro Diniz           | Sauber-Petronas   | 65     | 2      | + 2 Runden  | 15    | 1:24,798 (08.)   |
| 08   | Gastón Mazzacane      | Minardi-Fondmetal | 65     | 2      | + 2 Runden  | 21    | 1:24,772 (08.)   |
| 09   | Jean Alesi            | Prost-Peugeot     | 65     | 4      | + 2 Runden  | 17    | 1:23,898 (07.)   |
| 10   | Jenson Button         | Williams-BMW      | 62     | 2      | DNF         | 11    | 1:23,688 (05.)   |
| 11   | Johnny Herbert        | Jaguar-Cosworth   | 61     | 2      | DNF         | 16    | 1:24,715 (08.)   |
| 12   | Alexander Wurz        | Benetton-Supertec | 61     | 2      | DNF         | 14    | 1:23,485 (08.)   |
| –    | Ricardo Zonta         | BAR-Honda         | 51     | 2      | DNF         | 18    | 1:24,620 (08.)   |
| –    | Marc Gené             | Minardi-Fondmetal | 47     | 2      | DNF         | 20    | 1:24,018 (08.)   |
| –    | Jacques Villeneuve    | BAR-Honda         | 46     | 1      | DNF         | 09    | 1:23,390 (08.)   |
| –    | Eddie Irvine          | Jaguar-Cosworth   | 29     | 1      | DNF         | 08    | 1:24,008 (08.)   |
| –    | Jos Verstappen        | Arrows-Supertec   | 29     | 1      | DNF         | 13    | 1:23,369 (08.)   |
| –    | Ralf Schumacher       | Williams-BMW      | 29     | 1      | DNF         | 05    | 1:23,802 (09.)   |
| –    | Mika Salo             | Sauber-Petronas   | 27     | 1      | DNF         | 19    | 1:24,346 (05.)   |
| –    | Heinz-Harald Frentzen | Jordan-Mugen      | 2      | 0      | DNF         | 10    | 1:24,937 (02.)   |
| –    | Jarno Trulli          | Jordan-Mugen      | 0      | 0      | DNF         | 06    | –                |

## WM-Stände nach dem Rennen
Die ersten sechs des Rennens bekamen 10, 6, 4, 3, 2 bzw. 1 Punkt(e).

### Fahrerwertung
| Pos. | Fahrer                | Konstrukteur      | Punkte |
| ---- | --------------------- | ----------------- | ------ |
| 01   | Michael Schumacher    | Ferrari           | 46     |
| 02   | Mika Häkkinen         | McLaren-Mercedes  | 28     |
| 03   | David Coulthard       | McLaren-Mercedes  | 24     |
| 04   | Rubens Barrichello    | Ferrari           | 16     |
| 05   | Ralf Schumacher       | Williams-BMW      | 12     |
| 06   | Giancarlo Fisichella  | Benetton-Supertec | 10     |
| 07   | Heinz-Harald Frentzen | Jordan-Mugen      | 5      |
| 08   | Jacques Villeneuve    | BAR-Honda         | 5      |
| 09   | Jarno Trulli          | Jordan-Mugen      | 4      |
| 10   | Jenson Button         | Williams-BMW      | 3      |
| 11   | Mika Salo             | Sauber-Petronas   | 1      |

| Pos. | Fahrer           | Konstrukteur      | Punkte |
| ---- | ---------------- | ----------------- | ------ |
| 12   | Ricardo Zonta    | BAR-Honda         | 1      |
| 13   | Pedro de la Rosa | Arrows-Supertec   | 1      |
| 14   | Pedro Diniz      | Sauber-Petronas   | 0      |
| 15   | Alexander Wurz   | Benetton-Supertec | 0      |
| 16   | Eddie Irvine     | Jaguar-Cosworth   | 0      |
| 17   | Jos Verstappen   | Arrows-Supertec   | 0      |
| 18   | Gastón Mazzacane | Minardi-Fondmetal | 0      |
| 19   | Marc Gené        | Minardi-Fondmetal | 0      |
| 20   | Jean Alesi       | Prost-Peugeot     | 0      |
| 21   | Nick Heidfeld    | Prost-Peugeot     | 0      |
| 22   | Johnny Herbert   | Jaguar-Cosworth   | 0      |

### Konstrukteurswertung
| Pos. | Konstrukteur      | Punkte |
| ---- | ----------------- | ------ |
| 01   | Ferrari           | 62     |
| 02   | McLaren-Mercedes  | 52     |
| 03   | Williams-BMW      | 15     |
| 04   | Benetton-Supertec | 10     |
| 05   | Jordan-Mugen      | 9      |
| 06   | BAR-Honda         | 6      |

| Pos. | Konstrukteur      | Punkte |
| ---- | ----------------- | ------ |
| 07   | Sauber-Petronas   | 1      |
| 08   | Arrows-Supertec   | 1      |
| 09   | Jaguar-Cosworth   | 0      |
| 10   | Minardi-Fondmetal | 0      |
| 11   | Prost-Peugeot     | 0      |